# Awolnation
Awolnation (Eigenschreibweise: AWOLNATION) ist eine US-amerikanische Indie-Rockband und das Soloprojekt von Aaron Bruno (früheres Mitglied der Bands Under the Influence of Giants und Home Town Hero).

## Geschichte
Die Band steht bei Red Bull Records unter Vertrag und ihre erste EP Back from Earth wurde am 18. Mai 2010 auf iTunes veröffentlicht. Awolnation ist bereits mit Weezer und MGMT aufgetreten. Die erste Single der Band, Sail, stieg in der Woche vom 10. Februar 2011 auf Platz 30 der US-Billboard Alternative Song Charts ein. Das Debütalbum Megalithic Symphony mit 15 Songs wurde am 15. März 2011 digital veröffentlicht, die CD folgte am 29. März 2011 auf Red Bull Records.

## Name
Der Name „Awolnation“ entstand aus Aaron Brunos Spitznamen in der Highschool. In einem Interview mit Kristin Houser des LA Music Blog gab er an, „lieber zu verschwinden, ohne sich zu verabschieden, weil es einfacher ist“, woraus sein Spitzname Awol (Abkürzung aus dem Englischen „Absence Without Leave“, zu Deutsch „unerlaubte“ bzw. „unangekündigte Abwesenheit“) entstand.

## Diskografie

### Studioalben
| Jahr | Titel                                | Höchstplatzierung, Gesamtwochen, AuszeichnungChartplatzierungen (Jahr, Titel, Platzierungen, Wochen, Auszeichnungen, Anmerkungen) | Höchstplatzierung, Gesamtwochen, AuszeichnungChartplatzierungen (Jahr, Titel, Platzierungen, Wochen, Auszeichnungen, Anmerkungen) | Höchstplatzierung, Gesamtwochen, AuszeichnungChartplatzierungen (Jahr, Titel, Platzierungen, Wochen, Auszeichnungen, Anmerkungen) | Höchstplatzierung, Gesamtwochen, AuszeichnungChartplatzierungen (Jahr, Titel, Platzierungen, Wochen, Auszeichnungen, Anmerkungen) | Anmerkungen                              |
| Jahr | Titel                                | DE | AT | CH | US | Anmerkungen                              |
| ---- | ------------------------------------ | --- | --- | --- | --- | ---------------------------------------- |
| 2011 | Megalithic Symphony                  | — | AT57 (5 Wo.)AT | — | US84 Platin · (111 Wo.)US | Erstveröffentlichung: 15. März 2011      |
| 2015 | Run                                  | DE83 (1 Wo.)DE | AT11 (3 Wo.)AT | CH50 (1 Wo.)CH | US17 (12 Wo.)US | Erstveröffentlichung: 17. März 2015      |
| 2018 | Here Come the Runts                  | — | AT44 (1 Wo.)AT | CH57 (1 Wo.)CH | US20 (1 Wo.)US | Erstveröffentlichung: 2. Februar 2018    |
| 2020 | Angel Miners & the Lightning Riders  | — | AT42 (1 Wo.)AT | CH64 (1 Wo.)CH | — | Erstveröffentlichung: 24. April 2020     |
| 2022 | My Echo, My Shadow, My Covers and Me | — | — | — | — | Erstveröffentlichung: 6. Mai 2022        |
| 2024 | The Phantom Five                     | — | — | — | — | Erstveröffentlichung: 13. September 2024 |

### Livealben
- 2016: Live in Mexico

### EPs
- 2010: Back from Earth
- 2012: RE/SAIL
- 2012: I’ve Been Dreaming

### Singles
| Jahr | Titel Album              | Höchstplatzierung, Gesamtwochen, AuszeichnungChartplatzierungen (Jahr, Titel, Album, Platzierungen, Wochen, Auszeichnungen, Anmerkungen) | Höchstplatzierung, Gesamtwochen, AuszeichnungChartplatzierungen (Jahr, Titel, Album, Platzierungen, Wochen, Auszeichnungen, Anmerkungen) | Höchstplatzierung, Gesamtwochen, AuszeichnungChartplatzierungen (Jahr, Titel, Album, Platzierungen, Wochen, Auszeichnungen, Anmerkungen) | Höchstplatzierung, Gesamtwochen, AuszeichnungChartplatzierungen (Jahr, Titel, Album, Platzierungen, Wochen, Auszeichnungen, Anmerkungen) | Höchstplatzierung, Gesamtwochen, AuszeichnungChartplatzierungen (Jahr, Titel, Album, Platzierungen, Wochen, Auszeichnungen, Anmerkungen) | Anmerkungen                                                 |
| Jahr | Titel Album              | DE | AT | CH | UK | US | Anmerkungen                                                 |
| ---- | ------------------------ | --- | --- | --- | --- | --- | ----------------------------------------------------------- |
| 2011 | Sail Megalithic Symphony | DE58 (7 Wo.)DE | AT4 Gold · (83 Wo.)AT | CH35 Gold · (55 Wo.)CH | UK17 ×2Doppelplatin · (37 Wo.)UK | US17 Diamant · (79 Wo.)US | Erstveröffentlichung: 4. Januar 2011 Verkäufe: + 11.660.000 |

Weitere Singles
- 2011: Not Your Fault (US: Gold)
- 2012: Kill Your Heroes
- 2013: Thiskidsnotalright
- 2015: Hollow Moon (Bad Wolf)
- 2015: I’m on Fire
- 2015: I Am
- 2016: Woman Woman
- 2016: Run (Beautiful Things)
- 2017: Passion
- 2017: Seven Sticks of Dynamite
- 2017: Miracle Man
- 2018: Handyman
- 2018: Table for One (feat. Elohim)
- 2019: The Best
- 2020: The Best (feat. Alice Merton)
- 2020: Drive
- 2020: Radical (feat. Grouplove)
- 2022: Wind of Change (feat. Brandon Boyd & Portugal. The Man)
- 2022: Beds Are Burning (feat. Tim McIlrath)
- 2022: Material Girl (feat. Taylor Hanson)
- 2022: Freaking Me Out
- 2022: We Are All Insane
- 2023: Dark Matter (mit Masked Wolf)
- 2023: Candy Pop
- 2024: Panoramic View
- 2024: Jump Sit Stand March (feat. Emily Armstrong)
- 2024: I Am Happy (feat. Del The Funky Homosapien)
- 2024: Barbarian
- 2025: Guiding Lights (mit Pendulum)

### Gastbeiträge
- 2016: Kill It 4 the Kids (Slander Remix) (Kill the Noise feat. Awolnation & R. City)
- 2021: Disco Body Parts (Yung Bae feat. Awolnation)

## Auszeichnungen für Musikverkäufe
| Goldene Schallplatte - Kanada - 2012: für das Album Megalithic Symphony - 2014: für die Single Not Your Fault - Norwegen - 2013: für die Single Sail - Spanien - 2024: für die Single Sail Platin-Schallplatte - Australien - 2013: für die Single Sail - Dänemark - 2014: für das Streaming Sail - Italien - 2015: für die Single Sail - Neuseeland - 2022: für das Album Megalithic Symphony | 2× Platin-Schallplatte - Norwegen - 2013: für das Streaming Sail 3× Platin-Schallplatte - Schweden - 2013: für die Single Sail 5× Platin-Schallplatte - Neuseeland - 2025: für die Single Sail 6× Platin-Schallplatte - Kanada - 2014: für die Single Sail |

Anmerkung: Auszeichnungen in Ländern aus den Charttabellen bzw. Chartboxen sind in ebendiesen zu finden.
| Land/RegionAuszeichnungen für Musikverkäufe (Land/Region, Auszeichnungen, Verkäufe, Quellen) | Gold     | Platin       | Diamant  | Verkäufe   | Quellen              |
| -------------------------------------------------------------------------------------------- | -------- | ------------ | -------- | ---------- | -------------------- |
| Australien (ARIA)                                                                            | —        | Platin1      | —        | 70.000     | aria.com.au          |
| Dänemark (IFPI)                                                                              | —        | Platin1      | —        | —          | ifpi.dk              |
| Italien (FIMI)                                                                               | —        | Platin1      | —        | 30.000     | fimi.it              |
| Kanada (MC)                                                                                  | 2× Gold2 | 6× Platin6   | —        | 560.000    | musiccanada.com      |
| Neuseeland (RMNZ)                                                                            | —        | 6× Platin6   | —        | 165.000    | radioscope.co.nz NZ2 |
| Norwegen (IFPI)                                                                              | Gold1    | 2× Platin2   | —        | 5.000      | ifpi.no              |
| Österreich (IFPI)                                                                            | Gold1    | —            | —        | 15.000     | ifpi.at              |
| Schweden (IFPI)                                                                              | —        | 3× Platin3   | —        | 120.000    | sverigetopplistan.se |
| Schweiz (IFPI)                                                                               | Gold1    | —            | —        | 15.000     | hitparade.ch         |
| Spanien (Promusicae)                                                                         | Gold1    | —            | —        | 30.000     | elportaldemusica.es  |
| Vereinigte Staaten (RIAA)                                                                    | Gold1    | Platin1      | Diamant1 | 11.500.000 | riaa.com             |
| Vereinigtes Königreich (BPI)                                                                 | —        | 2× Platin2   | —        | 1.200.000  | bpi.co.uk            |
| Insgesamt                                                                                    | 7× Gold7 | 23× Platin23 | Diamant1 |            |                      |